# Dinastia Capet
La dinastia Capet (en francès les Capétiens) seguí la dinastia carolíngia i va governar el regne de França des de l'any 987 fins al 1328. A partir d'aquella data, amb la interrupció de la Revolució Francesa, i fins al 1848 van regnar les branques menors de la dinastia, les cases de Valois, Borbó i Borbó-Orleans.
És una dinastia d'origen franc i una branca dels robertins i els carolingis a través de línies femenines. És una de les cases reials més grans i més antigues d'Europa i el món, des d'Hug Capet, el fundador de la dinastia, i els seus descendents per línia masculina, que van governar a França sense interrupció de 987 a 1792 i, de nou, de 1814 a 1848. La línia superior de la Casa dels Capets va governar a França des de l'elecció d'Hug Capet el 987 fins a la mort de Carles IV el 1328. Aquesta línia va ser succeïda per les branques cadet, primer la Casa de Valois i després la Casa de Borbó, que va governar fins que la Revolució Francesa va abolir la monarquia el 1792 i va executar el rei Lluís XVI el 1793.
Els borbons van ser restaurats el 1814, després de la derrota de Napoleó, però van haver de tornar a desocupar el tron el 1830 a favor de l'últim monarca capet de França, Lluís Felip I de França, que pertanyia a la Casa d'Orleans, una branca cadet dels borbons. Les branques cadet de la Casa Capet de Borbó continuen regnant a Espanya i Luxemburg. La dinastia va tenir un paper crucial en la formació de l'Estat francès. Els membres de la dinastia eren tradicionalment catòlics, i els primers capets tenien una aliança estreta amb l'Església.

## Origen
El nom de la dinastia apareix gràcies al sobrenom del primer rei francès, Hug I de França o Hug Capet. Aquest sobrenom serà l'origen de la dinastia Capet o Maison de France (Casal de França), una dinastia que regnarà ininterrompudament fins al 1328. Aquest sobrenom és probablement una referència a la capa de sant Martí, ja que havia estat membre laic de la congregació de Sant Martí de Tours.
Els historiadors del segle xix van arribar a aplicar el nom Capecià tant a la casa governant de França com als descendents masculins més amplis d'Hug Capet. No era una pràctica contemporània. El nom "Capet" també s'ha utilitzat com a cognom per a la reialesa francesa, en particular, però no exclusivament, per a la Casa de Capet. Un ús notable va ser durant la Revolució Francesa, quan el rei destronat Lluís XVI (membre de la Casa de Borbó i descendent directe per línia masculina d'Hug Capet) i la reina Maria Antonieta (membre de la Casa d'Habsburg-Lorena) van ser anomenats "Lluís i Antonieta Capet" (la reina va ser anomenada "la vídua Capet" després de l'execució del seu marit).

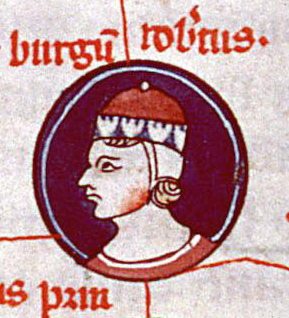
Robert el Fort en una miniatura del segle XIV.

Abans d’Hug Capet, hi va haver dos membres de la família robertina com a reis dels francs, amb regnats intercalats entre els dels carolingis: Odó I i Robert I. Aquests dos primers reis són fills de Robert el Fort. L'origen de la família d'Hug Capet ha estat desconegut durant molt de temps i s'han formulat diverses conjectures. Al llarg del segle xx, la investigació de diversos historiadors, va permetre d'identificar un cert nombre d’hipòtesis i quasi certeses sobre la història i la genealogia dels robertins. Els avantpassats dels capetians harien format un grup familiar de servidors dels darrers merovingis a Nèustria, com Robert de Tours, (caceller de Dagobert I), i després s'haurien emparentat amb els primers carolingis d'Austràsia com Robert I, comte d’Hesbaye i de Worms, que van morir el 764.
El 836, un dels membres d'aquesta família, Robert el Fort, va fer costat a Carles II el Calb contra el seu germà, Lotari I, cosa que el va portar a deixar les seves possessions del Rin per a adquirir-ne a la vall del Loira, on el rei li'n va lliurar. El fracàs dels carolingis (minoria de Carles III el Simple, morts prematures de Lluís IV, Lotari i Lluís V) combinat amb l'energia dels robertins, tant contra els invasors normands com contra el poder reial, és l'origen de l'ascens al poder de la línia d'Hug Capet.
El prestigi de la família robertina és anterior a les gestes de Robert el Fort i dels seus fills, com ho demostren els seus nombrosos i probables llaços familiars amb els carolingis. L'augment del poder d'aquesta família va resultar en l'accés al tron de dos dels seus membres i l'obtenció del títol de dux francorum (duc dels francs) per part d'Hug el Gran, pare d'Hug Capet. Aquest darrer, tal com va passar també en el seu moment amb Carles Martell i el seu fill Pipí el Beu, que van substituir els merovingis, també van ser investits amb aquest títol abans de substituir els carolingis al capdavant del Regne dels Francs.

## Miracle dels Capets

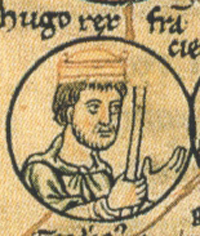
Retrat d'Hug Capet del segle XII. Els seus descendents directes van governar França durant molts segles.

El miracle capetí (francès: Miracle capétien) es refereix a la capacitat de la dinastia per aconseguir i mantenir la corona francesa.
El 987, Hug Capet va ser elegit per succeir Lluís V de la dinastia carolíngia que havia governat França durant més de tres segles, excloent al carolingi Carles de Lotaríngia. Mitjançant un procés d'associació dels fills grans amb ells en la reialesa, els primers capets van establir la successió hereditària a la seva família i van transformar una reialesa teòricament electoral en una de sacra.
Lluís VII va contribuir al prestigi de la dinastia Capet participant a la Segona Croada. Es va casar amb Elionor d'Aquitània, la jove hereva del Ducat d'Aquitània, però convençut de la seva infidelitat, va demanar a l'Església que anul·lés el seu matrimoni per una relació de sang massa forta (5è grau canònic), en contradicció amb les lleis de l'Església. El Sínode de Beaugency va aprovar i pronunciar l'anul·lació el 21 de març de 1152, El preu que va exigir Elionor per aquesta separació va ser la conservació dels seus dominis d'Aquitània i Poitou. Elionor es va casar immediatament amb Enric Plantagenet, comte d'Anjou, que aviat es va convertir en rei d'Anglaterra i un terç del Regne de França establint l'Imperi Angeví, i Lluís va respondre envaint el ducat de Normandia dividint en dos els dominis d'Enric.
Felip II de França, que va esdevenir rei el 1180, el poder dels Capets era tan fort que es va abandonar la pràctica de la reialesa associada. Tot i que la monarquia capeta va començar com una de les més febles d'Europa, dràsticament eclipsada pel nou regne anglonormand a Anglaterra (que, com a ducs de Normandia, eren tècnicament els seus vassalls) i fins i tot altres grans senyors de França, el valor polític de la successió ordenada a l'Edat Mitjana no es pot exagerar. La successió ordenada del poder de pare a fill durant un període de temps tan llarg va significar que els monarques francesos, que originalment eren essencialment només els governants directes de l’Illa de França, van poder preservar i estendre el seu poder, mentre que al llarg dels segles els grans nobles del regne acabarien perdent el seu poder en una crisi de successió o una altra.
En comparació, el Regne Croat de Jerusalem estava constantment assetjat per disputes internes de successió perquè cada generació només produïa hereves que tendien a morir joves. Fins i tot la monarquia anglesa va patir greus crisis de successió, com ara l'Anarquia d'Anglaterra de la dècada de 1120 entre Esteve i Matilde, i l'assassinat d’Artur I, duc de Bretanya, l'hereu primogenitural de Ricard I d'Anglaterra. Aquest darrer cas suposaria un cop dur al prestigi del rei Joan, i conduiria a la destrucció final de l'hegemonia angevina a França. En canvi, els reis francesos van poder mantenir la successió de pare a fill sense oposició des de l'època d'Hug Capet fins a la crisi de successió que va iniciar la Guerra dels Cent Anys del segle XIV.

## Els Capets al llarg de la història

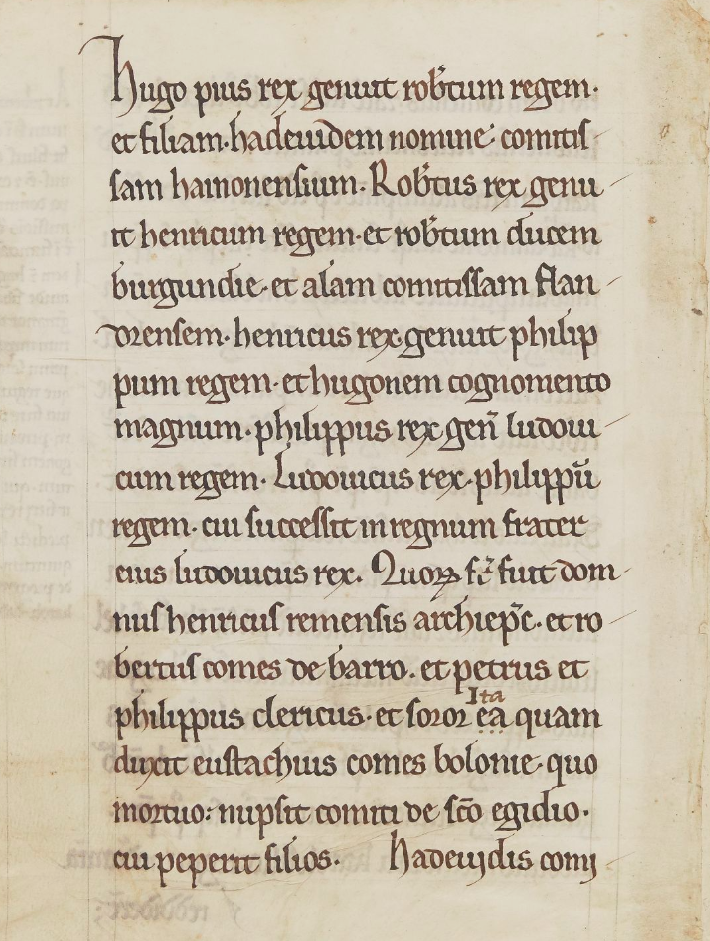
Línia d'Hug Capet, de la Genealogia del Tercer Llinatge del Rei dels Francs

Durant els segles següents, els capetians es van estendre per Europa, governant totes les formes d'unitat provincial, des dels regnes fins als senyorius.

### Llei sàlica
La llei sàlica, restablerta durant la Guerra dels Cent Anys a partir d'una antiga tradició franca, va fer que la monarquia francesa permetés que només els descendents masculins (agnàtics) d'Hug succeïssin al tron de França.
Sense la llei sàlica, a la mort de Joan I, la corona hauria passat a la seva germanastra, Joana (més tard Joana II de Navarra). Tanmateix, la paternitat de Joana era sospitosa a causa de l'adulteri de la seva mare en l’afer de la Tour de Nesle; els magnats francesos van adoptar la llei sàlica per evitar la successió d'un possible bastard.
El 1328, el rei Carles IV de França va morir sense hereus masculins, com van fer els seus germans abans que ell. Felip de Valois, cosí germà del difunt rei, va actuar com a regent, fins al naixement de la filla pòstuma del rei, que va resultar ser una nena. Isabel de França, germana de Carles IV, va reclamar el tron per al seu fill, Eduard III d'Anglaterra. El rei anglès no va trobar suport entre els senyors francesos, que van fer de Felip de Valois el seu rei. A partir de llavors, la successió francesa no només excloïa les dones, sinó que també rebutjava les reclamacions basades en la línia de descendència femenina.
Així, la corona francesa va passar de la Casa dels Capets després de la mort de Carles IV a Felip VI de França de la Casa dels Valois, una branca cadet de la dinastia Capet.
- després a Lluís II, duc d'Orleans, de la branca d'Orleans dels Valois, que es va convertir en Lluís XII de França,
- després a Francesc, duc de Valois, comte d'Angulema, que es va convertir en Francesc I de França, i els seus descendents, dels Orleans-Angulema,
- després a Enric III de Navarra, que es va convertir en Enric IV de França, de la Casa de Borbó, una branca cadet de la dinastia Capet.

Això no afectava les monarquies que no estaven subjectes a aquesta llei, com ara Portugal, Espanya, Navarra i diversos ducats i comtats més petits. Per tant, moltes famílies reials apareixen i desapareixen en la successió francesa o es converteixen en branques cadets en casar-se.

## Branques menors
La Dinastia Capet regnant a França fou l'origen de diverses dinasties menors o cases:
- Dinastia Capet de Valois
- Borbó
- Primera Dinastia Capet d'Anjou
- Dinastia Capet de Borgonya
- Dinastia Evreux
- Dinastia Capet d'Artois
- Dinastia Capet de Dreux
- Dinastia Capet de Courtenay

Aquestes dinasties capets regnaren als trons de Portugal, Romania, Sicília, Nàpols, Navarra, Hongria, Polònia, Espanya, ducat de Borgonya, ducat de Parma, Brasil i Luxemburg. També ostentaren el títol de coprínceps d'Andorra.
Vegeu: Genealogia general dels Capets

## Llista dereis francesos(branca principal)

Escut d'armes de la Dinastia Capet

- 987 - 996: Hug Capet, fill d'Hug el Gran, comte de París, duc de França i coronat rei l'any 987
- 996 - 1031: Robert II el Pietós, fill de l'anterior
associat 1017 - 1026: Hug II, fill de l'anterior
- 1031 - 1060: Enric I, fill de l'anterior
regència 1060 - 1061: Anna de Kíev, mare de l'anterior
regència 1060 - 1067: Balduí V de Flandes, cunyat de l'anterior
- 1060 - 1108: Felip I, fill de l'anterior
- 1108 - 1137: Lluís VI el Gras, fill de l'anterior
- 1137 - 1180: Lluís VII el Jove, fill de l'anterior
- 1180 - 1223: Felip II, fill de l'anterior
regència 1190 - 1192: Adela de Xampanya, mare de l'anterior
- 1123 - 1226: Lluís VIII el Lleó, fill de l'anterior
regència 1226 - 1234: Blanca de Castella, esposa de l'anterior
- 1223 - 1270: Lluís IX Sant Lluís, fill de l'anterior
- 1271 - 1285: Felip III l'Ardit, fill de l'anterior
- 1285 - 1314: Felip IV el Bell, fill de l'anterior, rei de Navarra
- 1314 - 1316: Lluís X l'Obstinat, fill de l'anterior, rei de Navarra
- 1316: Joan I el Pòstum, fill de l'anterior, rei de Navarra
- 1316 -1322 : Felip V, germà de Lluís X, rei de Navarra
- 1322-1328: Carles IV el Bell, germà de Lluís X, rei de Navarra

la monarquia a França continua amb el regnat de Felip VI de França, el rei Afortunat, el primer de la Dinastia Valois